# 29427 Oswaldthomas
29427 Oswaldthomas (1997 EJ11) là một tiểu hành tinh vành đai chính được phát hiện ngày 7 tháng 3 năm 1997 bởi E. Meyer ở Linz. Nó được đặt theo tên Oswald Thomas, a significant popularizer of astronomy, in 2004.